# Script for a Jester’s Tear
Script for a Jester’s Tear – pierwszy album zespołu Marillion. W roku 1997 została wydana wersja 2CD remaster.

## Skład zespołu
- Fish – śpiew
- Steve Rothery – gitara
- Pete Trewavas – gitara basowa
- Mark Kelly – keyboard
- Mick Pointer – perkusja

## Lista utworów
CD1:
1. Script for A Jester’s Tear (8:42)
2. He Knows You Know (5:23)
3. The Web (8:52)
4. Garden Party (7:19)
5. Chelsea Monday (8:17)
6. Forgotten Sons (8:23)

CD2:
1. Market Square Heroes (Battle Priest Version) (4:18)
2. Three Boats Down From The Candy (4:31)
3. Grendel (Fair Deal Studios Version) (19:10)
4. Chelsea Monday (Demo) (6:54)
5. He Knows You Know (Demo) (4:29)
6. Charting The Single (4:51)
7. Market Square Heroes (Alternative Version) (4:48)

## Single
- Market Square Heroes
- He Knows, You Know
- Garden Party